# Megalomma
Megalomma is een geslacht van kevers uit de familie Carabidae, de loopkevers.

## Soorten
- Megalomma fulgens (W. Horn, 1892)
- Megalomma janaki Moravec, 2007
- Megalomma oculatum (Fabricius, 1798)
- Megalomma pierreorum Deuve, 2000
- Megalomma viridulum (Quesnel, 1806)